# Латес
Латес, или баррамунди, или белый морской окунь (лат. Lates calcarifer) — лучепёрая рыба семейства латовых (Latidae) отряда окунеобразных.
Распространены от Персидского залива до Индокитая и Австралии, встречаются в прибрежных морских и солоноватых водах, а также в крупных речных системах.

## Описание
Тела вытянутое, сжатое с боков, с высоким хвостовым стеблем. Голова заострённая, дорсальный профиль вогнутый, перед спинным плавником становится выпуклым. Рот большой, несколько скошен; верхняя челюсть заходит за вертикаль за глазами; зубы ворсинкообразные, клыков нет. На заднем крае предкрышки расположен сильный шип. Жаберная крышка с небольшим шипом и зубчатым кожаным лоскутом над началом боковой линии. На нижней части первой жаберной дуги 16—17 жаберных тычинок. Чешуя крупная, ктеноидная. В спинном плавнике 7—9 жестких и 10—11 мягких лучей; колючая и мягкая части спинного плавника разделены глубокой выемкой. Грудные плавники короткие и закруглённые, над их основаниями несколько сильных зубцов. Анальный плавник закруглённый с 3 колючими и 7—8 мягкими лучами. Хвостовой плавник закруглённый. Окраска двух типов: оливково-коричневая на спине с серебристыми боками и белым брюхом (обычно у молоди), или зелёная/голубая на спине и серебристыми боками и брюхом. На теле и плавниках нет пятен и полос . Максимальная длина тела 200 см, и масса 60 кг. 

## Биология
Хищная рыба, питается рыбой и рачками.
В исследовании 2022 года российских и вьетнамского учёных установлено, что из предложенных представителей основных вкусов: кислого — лимонной кислоты, сладкого — сахарозы, солёного — поваренной соли и горького — хлористого кальция баррамунди предпочли лимонную кислоту и напрочь отвергли сахарозу. А из предложенных 21 различных белковых аминокислот предпочли аланин и цистеин.

## Взаимодействие с человеком
Является объектом промысла и коммерческого разведения. Выращивают во многих странах мира.